# Järlåsa kyrkby
Järlåsa kyrkby är en kyrkby i Järlåsa socken i Uppsala kommun. SCB har för bebyggelsen avgränsat en småort namnsatt till Järlåsa för 2010, Hemmingsbo (södra delen) för 2005.
Kyrkbyn ligger 2,5 kilometer norr om tätorten Järlåsa och här ligger Järlåsa kyrka.
Byn omtalas i skriftliga handlingar första gången 1409 ('Jerlasa'). Förutom prästgården omfattar byn ett mantal skatte (1540 kallat kyrkebyn).